# Papieska elekcja 1159
Papieska elekcja 4-7 września 1159 – papieska elekcja, która odbyła się po śmierci angielskiego papieża Adriana IV i zakończyła się podwójnym wyborem: papieża Aleksandra III i antypapieża Wiktora IV.

## Śmierć Adriana IV
Adrian IV, jedyny jak do tej pory Anglik zasiadający na papieskim tronie, zmarł 1 września 1159, pozostawiając Stolicę Apostolską w stanie konfliktu z cesarzem Fryderykiem Barbarossą. Głównym współpracownikiem Adriana IV i rzecznikiem konfrontacyjnej wobec cesarza, a w konsekwencji prosycylijskiej polityki był papieski kanclerz Rolando Bandinelli. Z linią tą nie zgadzała się część kardynałów pragnących kontynuowania sojuszu z Cesarstwem, na którym opierała się polityka Stolicy Apostolskiej przez poprzednie 30 lat. Obawiając się możliwej schizmy Adrian IV na łożu śmierci zalecił wybór kardynała Bernarda, biskupa Porto e S. Rufina.

## Kardynałowie elektorzy
We wrześniu 1159 roku Kolegium Kardynalskie liczyło 31 kardynałów. Wydaje się, że 30 z nich uczestniczyło w elekcji:
- Imar OSBCluny (14 marca 1142) – kardynał biskup Tusculum; prymas Świętego Kolegium Kardynałów
- Gregorio Centu (2 marca 1140) – kardynał biskup Sabiny
- Ubaldo de Lucca (17 grudnia 1138) – kardynał biskup Ostii
- Juliusz (20 maja 1144) – kardynał biskup Palestriny
- Bernard CanReg (23 grudnia 1144) – kardynał biskup Porto e Santa Rufina; archiprezbiter bazyliki watykańskiej
- Walter CanReg (20 grudnia 1158) – kardynał biskup Albano
- Ubaldo CanReg (20 maja 1144) – kardynał prezbiter S. Croce in Gerusalemme
- Ottaviano de Monticello (26 lutego 1138) – kardynał prezbiter S. Cecilia
- Astaldo degli Astalli (18 grudnia 1143) – kardynał prezbiter S. Prisca
- Rolando Bandinelli (23 września 1150) – kardynał prezbiter S. Marco; kanclerz Świętego Kościoła Rzymskiego
- Giovanni da Sutri (22 lutego 1152) – kardynał prezbiter Ss. Giovanni e Paolo
- Enrico Pisano OCist (22 lutego 1152) – kardynał prezbiter Ss. Nereo ed Achilleo
- Giovanni Morrone (22 lutego 1152) – kardynał prezbiter Ss. Silvestro e Martino
- Ildebrando Grassi CanReg (22 lutego 1152) – kardynał prezbiter Ss. XII Apostoli
- Guido di Crema (20 maja 1144) – kardynał prezbiter S.Maria in Trastevere
- Giovanni Gaderisio CanReg (23 września 1150) – kardynał prezbiter S. Anastasia
- Bonadies (22 grudnia 1156) – kardynał prezbiter S. Crisogono
- Alberto di Morra OPraem (22 grudnia 1156) – kardynał prezbiter S. Lorenzo in Lucina
- Guglielmo Marengo (15 marca 1158) – kardynał prezbiter S. Pietro in Vincoli
- Odone Bonecase (5 marca 1132) – kardynał diakon S. Giorgio in Velabro; protodiakon Świętego Kolegium Kardynałów
- Rudolf (18 grudnia 1143) – kardynał diakon S. Lucia in Septisolio
- Giacinto Bobone (23 grudnia 1144) – kardynał diakon S. Maria in Cosmedin
- Ottone da Brescia (22 lutego 1152) – kardynał diakon S. Nicola in Carcere
- Boso CanReg (22 grudnia 1156) – kardynał diakon Ss. Cosma e Damiano; kamerling Świętego Kościoła Rzymskiego; prefekt Castel Sant'Angelo
- Ardicio Rivoltella (22 grudnia 1156) – kardynał diakon S. Teodoro
- Simone Borelli OSB (21 września 1157) – kardynał diakon S. Maria in Domnica; opat Subiaco
- Pietro di Miso (15 marca 1158) – kardynał diakon S. Eustachio
- Cinzio Capello (15 marca 1158) – kardynał diakon S. Adriano
- Raymond de Nîmes (15 marca 1158) – kardynał diakon S. Maria in Via Lata
- Giovanni Conti da Anagni (20 grudnia 1158) – kardynał diakon S. Maria in Portico

Pięciu elektorów mianował Innocenty II, dwóch Celestyn II, pięciu Lucjusz II, siedmiu Eugeniusz III, a pozostałych jedenastu Hadrian IV.

### Nieobecni
Co najmniej jeden kardynał (mianowany przez Innocentego II) był nieobecny:
- Rainaldo di Collemezzo OSB (1141) – kardynał prezbiter Ss. Marcellino e Pietro; protoprezbiter Świętego Kolegium Kardynałów; opat Montecassino

## Podziały wśród kardynałów
Kolegium Kardynałów było podzielone na frakcję "sycylijską", popierającą prosycylijską i antycesarską politykę Adriana IV, "cesarską", która opowiadała się za powrotem do sojuszu z cesarzem, oraz kardynałów neutralnych. Partia "sycylijska" liczyła 13 kardynałów; należeli do niej: kanclerz Rolando, kamerling Boso (liderzy tej partii), Bernard z Porto, Ubaldo z Ostii, Walter z Albano, Gregorio z Sabiny, Odone z S. Giorgio, Ubaldo z S. Croce, Ottone z S. Nicola, Ardicio z S. Teodoro, Giovanni z S. Anastasia, Ildebrando z Ss. Apostoli i Pietro z S. Eustachio. Do partii cesarskiej należeli kardynałowie Ottaviano de Monticello, Guido di Crema (liderzy), Imar z Tusculum, Giovanni Morrone, Raymond de Nîmes, Simeone Borelli i prawdopodobnie Guglielmo Marengo. Być może także Cinzio Capello lub Alberto di Morra także do niej należeli, ale nie jest to pewne. Pozostałych kardynałów uważano za neutralnych.
Obie frakcje oskarżały się, że jeszcze za życia Adriana IV podejmowały niezgodne z prawem wysiłki w celu zapewnienia sukcesji swoich kandydatów. "Cesarscy" oskarżali "Sycylijczyków" o przyjęcie łapówek od króla Sycylii Wilhelma I oraz od skłóconych wówczas z cesarzem Fryderykiem Barbarossą miast lombardzkich. "Sycylijczycy" mieli się zobowiązać, że nie będą popierać żadnego kandydata spoza swojego grona. Z kolei frakcja cesarska była oskarżana o spiskowanie z cesarskim wysłannikiem w Rzymie Ottonem Wittelsbachem, który w razie potrzeby miał udzielić im zbrojnej pomocy w trakcie elekcji. Nie sposób stwierdzić, ile było prawdy w tych wzajemnych oskarżeniach. Faktem jest jednak, że – jak się później okazało – sprzymierzeńcy kardynała Monticello byli przygotowani na zbrojną konfrontację.

## Wybór Aleksandra III
W przeciwieństwie do kilku poprzednich elekcji kardynałowie przystąpili do wyboru nie w dniu śmierci poprzedniego papieża lub nazajutrz, ale dopiero po trzech dniach zgromadzili się w bazylice watykańskiej. "Sycylijczycy" wystawili kandydaturę kanclerza Rolando, a "cesarscy" kandydaturę kardynała Ottaviano Monticello, co wskazuje, że żadne z tych stronnictw nie było skłonne do kompromisu. Przez trzy dni debatowano, nie osiągnąwszy jednomyślności, która zgodnie z ówczesnym obyczajem była niezbędna dla ważnej elekcji. "Sycylijczycy" zdołali jednak przeciągnąć na swoją stronę kardynałów neutralnych, a prawdopodobnie także kilku "cesarskich", tak że kandydatura kardynała kanclerza uzyskała zdecydowaną większość. W tym stanie rzeczy jego zwolennicy 7 września obwołali go papieżem, mimo braku jednomyślności. Elekt przybrał imię Aleksander III. Według manifestu wyborców Aleksandra III z października 1159 roku w głosowaniu tego dnia kanclerza poparli wszyscy obecni kardynałowie z wyjątkiem trzech: Ottaviano de Monticello, Guido di Crema i Giovanni Morrone. W tym stanie rzeczy uznano, że jest rzeczą niestosowną, by Stolica Apostolska pozostawała dłużej nieobsadzona z powodu obstrukcji zaledwie trzech kardynałów. Opozycyjna partia w swoim kontrmanifeście twierdziła z kolei, że 9 kardynałów nadal wspierało Monticellego, a "Sycylijczycy", wykorzystując fakt, że mają większość, po prostu arbitralnie złamali zasadę jednomyślności, a tym samym dokonany przez nich wybór jest nieważny.
Nie sposób rozstrzygnąć, która z tych wersji jest bliższa prawdy. Na podstawie analizy podpisów pod obydwoma manifestami można wnioskować, że co najmniej 23 kardynałów zagłosowało na kanclerza Rolanda i nie więcej niż 6 było mu przeciwnych.

## Wybór Wiktora IV
Wyborcy Aleksandra III niezwłocznie chcieli odziać go w szaty pontyfikalne i intronizować, jednak kardynał Ottaviano Monticello gwałtownie zaprotestował i zdarł z elekta purpurowy płaszcz symbolizujący jego władzę. Następnie do bazyliki wtargnęły uzbrojone bojówki sojuszników Monticellego. Elekt i większość popierających go kardynałów uciekła i schroniła się w cytadeli pozostającej pod kontrolą kardynała-kamerlinga Boso. Pod ich nieobecność nieliczni pozostali w bazylice kardynałowie obwołali papieżem kardynała Ottaviano z S. Cecilia, który przybrał imię Wiktor IV. Dokładna liczba jego elektorów nie jest znana. Partia "wiktoryńska" twierdziła później, że obrało go dziewięciu kardynałów, jednak tylko sześciu (wliczając jego samego) daje się zidentyfikować. Jeśli nawet faktycznie było ich dziewięciu, trzech lub czterech musiało bardzo szybko przejść do obozu Aleksandra III.

## Konsekracja Aleksandra III
Mimo niewielkiego poparcia wśród kardynałów Wiktor IV zdołał zainstalować się w Rzymie dzięki zbrojnej pomocy Ottona Wittelsbacha. Aleksander III musiał uchodzić z miasta. 20 września został konsekrowany i koronowany w niewielkiej miejscowości Ninfa koło Velletri. Tydzień później ekskomunikował Wiktora IV.

## Konsekracja Wiktora IV
Wiktor IV został konsekrowany przez Imara z Tusculum w benedyktyńskim opactwie Farfa w dniu 4 października 1159. W ciągu następnych kilku tygodni przejął kontrolę nie tylko nad całym miastem Rzym, ale także nad Patrymonium św. Piotra. Aleksander III musiał uchodzić do Królestwa Sycylii, a następnie do Francji.

## Manifesty obydwu frakcji
Obydwie frakcje w październiku wystosowały do cesarza Fryderyka I manifesty w obronie swoich elektów. Wyborcy Wiktora IV przyznawali wprawdzie, że byli w mniejszości, ale usprawiedliwiali swą akcję złamaniem reguły jednomyślności przez oponentów. Z kolei partia Aleksandra III twierdziła, że zasada jednomyślności została zniweczona wskutek obstrukcji zaledwie trójki kardynałów, którzy konsekwentnie nie zgadzali się na kandydata, którego pragnęła reszta ich braci.

## Podział Świętego Kolegium w październiku 1159
Manifest w obronie Aleksandra III podpisało 23 kardynałów, a w obronie Wiktora IV tylko 5. Opat Rainaldo di Collemezzo uznał Aleksandra III:
| Obediencja Aleksandra III | Obediencja Wiktora IV |
| --- | --- |
| 1. Gregorio Centu, biskup Sabiny 2. Ubaldo, biskup Ostii 3. Juliusz, biskup Palestriny 4. Bernard CanReg, biskup Porto e S. Rufina 5. Walter CanReg, biskup Albano 6. Ubaldo CanReg, prezbiter S. Croce in Gerusalemme 7. Rainaldo di Collemezzo OSB, prezbiter Ss. Marcellino e Pietro i opat Montecassino 8. Astaldo degli Astalli, prezbiter S. Prisca 9. Giovanni da Sutri, prezbiter Ss. Giovanni e Paolo 10. Enrico Pisano OCist, prezbiter Ss. Nereo ed Achilleo 11. Ildebrando Grassi CanReg, prezbiter Ss. XII Apostoli 12. Giovanni Gaderisio CanReg, prezbiter S. Anastasia 13. Bonadies, prezbiter S. Crisogono 14. Alberto di Morra OPraem, prezbiter S. Lorenzo in Lucina 15. Guglielmo Marengo, prezbiter S. Pietro in Vincoli 16. Odone Bonecase, diakon S. Giorgio in Velabro 17. Rudolf, diakon S. Lucia in Septisolio 18. Giacinto Bobone, diakon S. Maria in Cosmedin 19. Ottone da Brescia, diakon S. Nicola in Carcere 20. Ardicio Rivoltella, diakon S. Teodoro 21. Boso CanReg, diakon Ss. Cosma e Damiano 22. Cinzio Capello, diakon S. Adriano 23. Pietro di Miso, diakon S. Eustachio 24. Giovanni Conti da Anagni, diakon S. Maria in Portico | 1. Imar OSBCluny, biskup Tusculum 2. Guido di Crema, prezbiter S. Maria in Trastevere 3. Giovanni Morrone, prezbiter Ss. Silvestro e Martino 4. Simone Borelli OSB, diakon S. Maria in Domnica i opat Subiaco 5. Raymond de Nîmes, diakon S. Maria in Via Lata |

Simone Borelli już na przełomie 1159/1160 przystąpił do obediencji Aleksandra III. Raymond de Nîmes uczynił to samo wiosną 1160 roku.

## Schizma
Podwójny wybór doprowadził do powstania schizmy w Kościele katolickim, która trwała do 1178 roku. Wiktora IV poparł cesarz Fryderyk I Barbarossa i król Danii Waldemar I, miał też pewne poparcie w Hiszpanii i na Węgrzech, generalnie jednak zdecydowana większość państw uznała Aleksandra III i to on jest uważany przez Kościół za prawowitego papieża.